# Drepaneidae

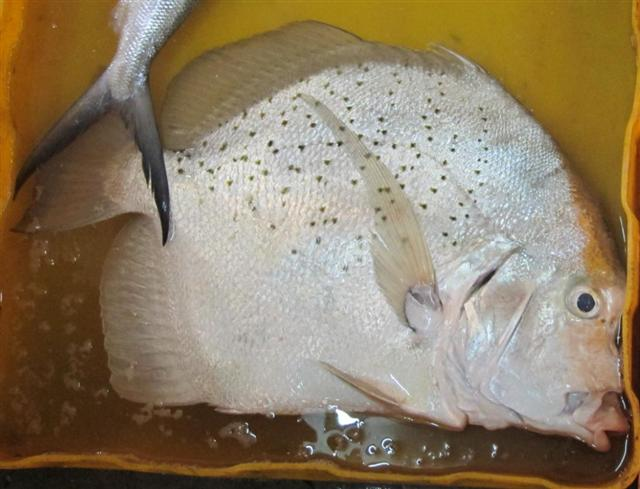
Drepane punctata individuo pescato

I Drepaneidae sono una famiglia di pesci ossei marini dell'ordine Perciformes. Questa famiglia contiene il solo genere Drepane, composto da tre specie.

## Distribuzione e habitat
Due specie sono diffuse nelle regioni tropicali dell'Indo-Pacifico e una nell'Oceano Atlantico orientale a nord fino alle Canarie. Sono completamente assenti nel mar Mediterraneo.
Sono pesci strettamente costieri che frequentano vari habitat sia a fondo duro che molle oltre che gli estuari e i porti.

## Descrizione
Questi pesci sono caratterizzati dal corpo alto e molto compresso e dalla bocca piccola ma in grado di allungarsi a tubo. La pinna dorsale è unica composta da due parti nettamente differenziate, l'anteriore spinosa con i primi raggi più lunghi, la posteriore a raggi molli. Le pinne pettorali sono molto lunghe e di forma falcata.
Il colore è in genere argenteo talvolta con tonalità brunastre più scure. Possono essere presenti punti e fasce verticali scure.
La taglia massima di tutte le specie si aggira attorno ai 50 cm.

## Biologia

### Alimentazione
Si cibano di invertebrati di piccola taglia.

### Riproduzione
Uova e larve sono pelagiche.

## Pesca
Sono oggetto di pesca professionale ma la carne non è particolarmente apprezzata.

## Tassonomia
Drepane punctata e Drepane longimana si distinguono solo per la colorazione, l'identità o meno tra le due specie è dibattuta.

### Specie
- Genere Drepane
  - Drepane africana
  - Drepane longimana
  - Drepane punctata[3]